# Klimaschutzinitiative
|                                                       | Dieser Artikel wurde im Portal Umwelt- und Naturschutz zur Verbesserung eingetragen. Hilf mit, ihn zu bearbeiten, und beteilige dich an der Diskussion! |
| Vorlage:Portalhinweis/Wartung/Umwelt- und Naturschutz | |

Die Klimaschutzinitiative des deutschen Bundesministerium für Umwelt, Naturschutz, nukleare Sicherheit und Verbraucherschutz (kurz: BMUV) besteht aus einem nationalen, einem europäischen und einem internationalen Teil. Ziel ist es, die vorhandenen großen Potenziale zur Treibhausgasminderung kostengünstig und in der Breite zu erschließen sowie innovative Modellprojekte voranzubringen.

## Nationale Klimaschutzinitiative (NKI)

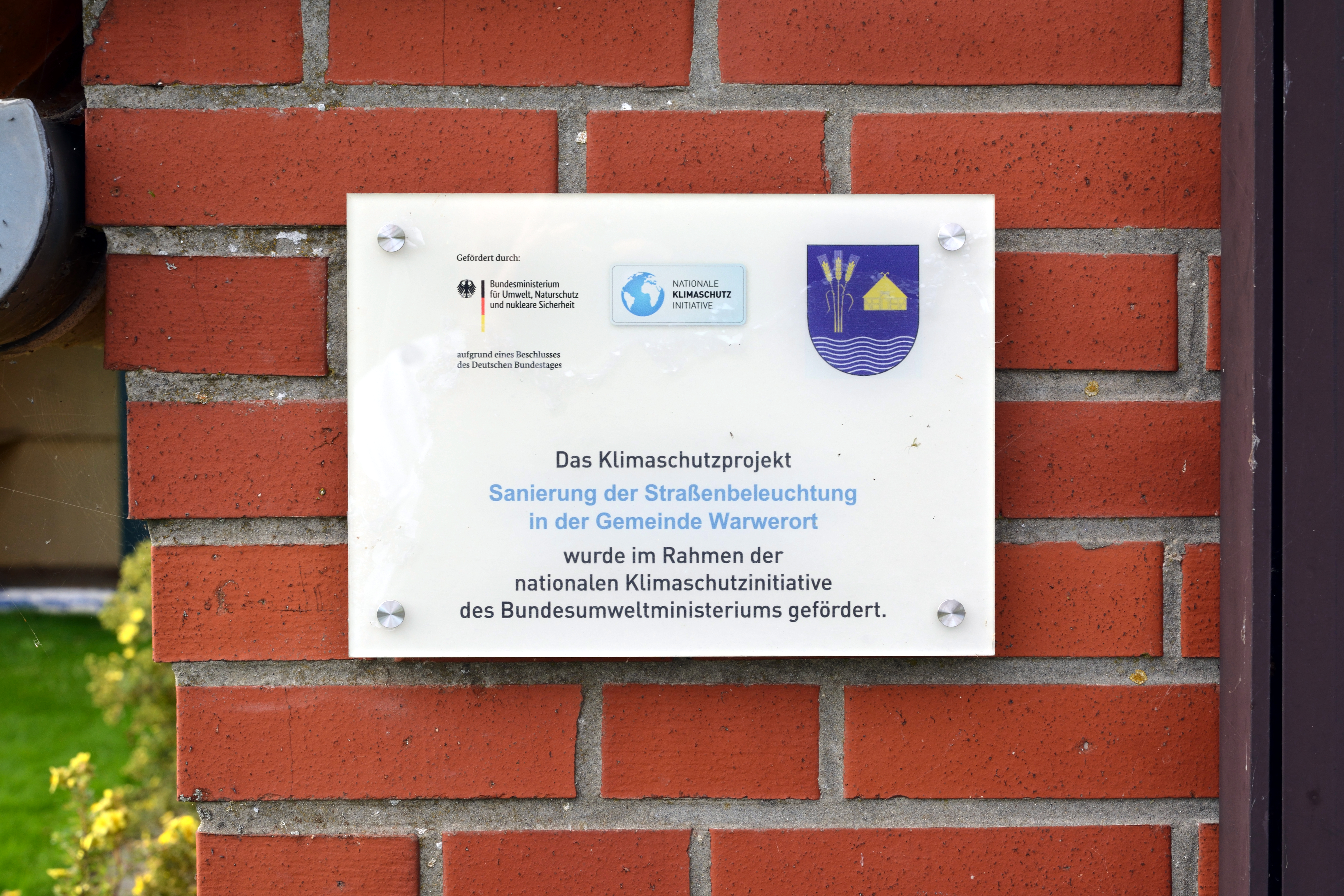
Hinweistafel in Warwerort

In Deutschland fördert das Bundesministerium für Umwelt, Naturschutz, nukleare Sicherheit und Verbraucherschutz (kurz: BMUV) Klimaschutzmaßnahmen zur Steigerung der Energieeffizienz und der verstärkten Nutzung erneuerbarer Energien.
Dazu können Verbraucher, Wirtschaft, Kommunen sowie soziale und kulturelle Einrichtungen seit dem 18. Juni 2008 Förderanträge für verfügbare klimafreundliche Technologien und zukunftsweisende Klimaschutztechnologien stellen.
Bisher wurden fünf Förderprogramme veröffentlicht:
- Förderung von Klimaschutzprojekten in sozialen, kulturellen und öffentlichen Einrichtungen (Kommunalrichtlinie[1]),
- Klimaschutz-Impulsprogramm für die Installation von Mini-KWK-Anlagen (Kraft-Wärme-Kopplung) in privaten Haushalten und Gewerbebetrieben,
- Klimaschutz-Impulsprogramm für gewerbliche Kälte- und Klimaanlagen
- Förderung von Vorhaben zur Optimierung der energetischen Biomassenutzung und
- Erweiterung des bestehenden Marktanreizprogramms für regenerative Wärme.

Neben den Förderprogrammen initiiert und unterstützt das BMUV auch Einzelprojekte zum Klimaschutz:
- Verbraucherzentralen sollen kurzfristig eine bundesweite „Informationsoffensive zum Klimaschutz“ starten, um Haushalte über ihre Handlungsmöglichkeiten in allen Bereichen des Klimaschutzes zu beraten,
- Aktionsprogramm „Klimaschutz in Schulen und Bildungseinrichtungen“ (aufeinander abgestimmte Aktionen zum Energiesparen, zur Verbesserung der Energieeffizienz, zur Installation erneuerbarer Energien, zur Ausstattung mit Lehrmitteln und Unterrichtsmaterial, zur Qualifizierung von Lehrkräften, zur Implementierung von Modellprojekten, sowie zur Durchführung von Klimaschutztagen und weiteren Projekten zur Verbesserung des Klimaschutzbewusstsein),
- weiter sind Projekte in Vorbereitung, die Unternehmen helfen sollen, ihre Produktionsprozesse klimaschützender und damit auch kostengünstiger zu gestalten.

Die Mittel für die Klimaschutzinitiative in Höhe von 400 Mio. € im Jahre 2008 stehen dem Bundesumweltministerium aus dem Verkauf von Emissionshandelszertifikaten zur Verfügung.
Der Deutsche Bundestag hatte mit dem Bundeshaushalt 2010 eine qualifizierte Haushaltssperre beim Marktanreizprogramm für erneuerbare Energien beschlossen, die im gleichen Jahr wieder aufgehoben wurde, so dass seit 2011 wieder Förderanträge gestellt werden können.
Die Haushaltssperre hatte die Einstellung der Förderung für Solarkollektoren, Biomasseheizungen und Wärmepumpen zur Folge. Auch die Programme, die das Bundesumweltministerium im Rahmen der Nationalen Klimaschutzinitiative gefördert hat, waren davon betroffen. Dazu zählten das Förderprogramm für kleine Anlagen der Kraft-Wärme-Kopplung (Mini-KWK) und das Programm zur Förderung von Klimaschutzprojekten in Kommunen.

## Europäische Klimaschutzinitiative (EUKI)
Die 2017 ins Leben gerufene Europäische Klimaschutzinitiative (EUKI) unterstützt Klimaschutzprojekte innerhalb der Europäischen Union. Das Finanzierungsprogramm des Bundesumweltministeriums bildet das Bindeglied zwischen Nationaler und Internationaler Klimaschutzinitiative. Übergeordnetes Ziel der EUKI ist eine Förderung der Zusammenarbeit innerhalb der EU zur Senkung der Treibhausgasemissionen. Dafür unterstützt die Initiative öffentliche und zivilgesellschaftliche Akteure. Derzeit (Stand: Juli 2019) fördert und finanziert die Europäische Klimaschutzinitiative 64 Projekte in 24 EU-Ländern. Mehr als 140 Durchführer und Durchführungspartner sind in den Projekten aktiv. Die Finanzierungszusagen liegen aktuell bei mehr als 26 Millionen Euro.
Die Europäische Klimaschutzinitiative verfolgt in ihrer Arbeit drei zentrale Ziele: 
- Bewusstsein schaffen und Wissen bündeln
- Netzwerke bilden und Erfolgsmodelle austauschen
- Kapazitäten aufbauen und Brücken zur EU-Förderung schlagen

Einmal jährlich veröffentlicht die EUKI einen Ideenwettbewerb, während dem sich engagierte Akteure und transnationale Netzwerke mit innovativen Klimaschutzideen für eine Finanzierung bewerben können. Die ausgewählten Nichtregierungsorganisationen, Behörden, gemeinnützige Unternehmen sowie Wissenschafts- und Bildungseinrichtungen werden finanziell gefördert, ihnen stehen zudem Angebote der EUKI Academy zum Kapazitätsaufbau, zur Wissensvermittlung und zur Netzwerkbildung offen. Neben dem Ideenwettbewerb finanziert das Bundesumweltministerium bestimmte Projekte, die vorab definierte klimapolitische Ziele verfolgen. Der Schwerpunkt der EUKI-Finanzierung liegt in Mittel-, Ost-, Südost- und Südeuropa.

## Internationale Klimaschutzinitiative (IKI)
Die 2008 geschaffene Internationale Klimaschutzinitiative (IKI) unterstützt Maßnahmen in Entwicklungs- und Schwellenländern. Dabei geht es neben dem Klimaschutz auch um Maßnahmen zur Anpassung an den Klimawandel sowie um Maßnahmen zum Schutz von Biodiversität mit Klimarelevanz. IKI soll auch den Verhandlungen über ein internationales Klimaschutzabkommen nach 2012 neue Impulse geben. Einen Schwerpunkt der Förderung bilden die G5-Staaten Brasilien, China, Indien, Russland und Südafrika. IKI stehen jährlich 120 Millionen Euro aus den Versteigerungserlösen der Emissionszertifikate zur Verfügung. Bei der Projektauswahl wird Wert auf die Entwicklung von innovativen Lösungsansätzen gelegt, die über das Einzelprojekt hinaus Wirkung zeigen und übertragbar sind.